# Harbour Grace
Harbour Grace es un pueblo canadiense situado en la provincia de Terranova y Labrador.

## Superficie
Harbour Grace tiene una superficie de 33,71 km².

## Demografía
En 2021, tenía 2796 habitantes, una densidad poblacional de 82,9 hab./km², y 1483 viviendas.